# Karampur
Karampur ou Karam Pur (en ourdou : کرَمپُور) est une ville pakistanaise située dans le district de Vehari, dans le sud de la province du Pendjab. C'est la quatrième plus grande ville du district. Elle est située à vingt kilomètres au sud de Vehari.
La population de la ville a augmenté de près de 40 % entre 1998 et 2017 selon les recensements officiels, passant de 17 263 habitants à 28 090, soit une croissance annuelle moyenne de 2,6 %, un peu supérieure à la moyenne nationale de 2,4 %. Selon le recensement de 2023, la population de la ville descend un peu, à 27 840 habitants.